# لشکرکشی هولاکو به ایران
چهل سال پس از شکست و فرار سلطان محمد خوارزمشاه، در سال ۶۵۳ ه‍.ق (۱۲۵۵ میلادی) مغولان بار دیگر در سپاهی به دستور منگوقاآن حاکم جدید امپراتوری مغول و به رهبری هلاکو به ایران آمدند. اما اینان با سپاه پیشین یعنی سپاه چنگیز، که به قصد تاخت و تاز آمده بودند، تفاوت بسیاری داشتند. این نسل تازه از مغولان در این مدت با ایران بیشتر آشنایی پیدا کرده و از غارتگری و وحشی‌گری عهد چنگیز، به مراتب معتدل‌تر و مجرب‌تر به نظر می‌رسیدند. لشکرکشی هلاکو برخلاف چنگیز، با طرح و نقشه‌ای پیش پرداخته همراه بود. منازل بین راه از پیش تعیین و راه‌گذار لشکر آماده و حتی پل‌ها و گذرگاه بازسازی شده بود. این بار تجربه به فرمانروایی مغول نشان داده بود که برای ایجاد یک قدرت پایدار در ایران، برچیدن بساط خلافت بغداد و اسماعیلیه ضرورت دارد و آن‌ها می‌بایست به جای کشتار و تخریب بیهوده و بی‌نقشه، این دو قطب متضاد دنیای اسلام را که به خاطر جنبهٔ مذهبی خویش، مانع از استقرار فرمانروایی آن‌ها در ایران به‌شمار می‌آمدند، از بین بردارد.
افراد غیرمغول از جمله چینی یا ختایی نیز، به‌خصوص در نقش سازندگان ادوات محاصره، در این سپاه ۸۰ هزار نفری حضور داشتند. مادر هولاکو سرقویتی بیگی زنی مسیحی بود و همسرش دوقوز خاتون نیز به مذهب نسطوری (مسیحی) ایمان داشت. کسانی که در این حمله به هلاکو کمک می‌کردند یکی اتباع مسلمان مغول بودند که خواهان برافتادن اسماعیلیه بودند و دیگر ارمنی‌ها بودند که به علت اختلافات مذهبی با مسلمانان تابع خلفای عباسی مایل بودند که هلاکو بغداد را بگیرد و مسلمانان مصر و شام را نیز که با عیسویان صلیبی جهاد می‌کردند شکست داده و اسلام را براندازد. به همین علت در حمله به ایران بسیاری از لشکر هولاکو از مسیحیان مغول تشکیل شده بود.
هلاکو در سال ۶۵۳ ه‍.ق به سمرقند رسید و با وعده اینکه به سرزمین فرمانروایان محلی آسیبی نرساند از آنان می‌خواست تا تسلیم شوند. به این مناسبت امیران بسیاری از عراق عجم، فارس، آذربایجان، اران، شیروان نزد وی آمدند. فرقه اسماعیلیه نیز دعوت به تسلیم شدند اما در این زمان رکن‌الدین خورشاه آخرین خداوند الموت مذاکره با هلاکو را رد کرد، درحالی‌که گروه دیگری از اسماعیلیه به هولاکو پیوستند.

### سقوط قلعه‌های اسماعیلیه

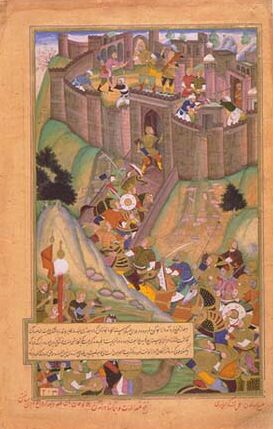
محاصره قلعه الموت توسط هلاکو

فعالیت اسماعیلیان تقریباً مقارن پیدایش سامانیان شکل گرفت. اوج فعالیت آن‌ها در عهد سلجوقیان بود که در آن مدت برای براندازی حکومت و خلافت می‌کوشیدند و از حربهٔ وحشت و ترور و ایجاد ناامنی به عنوان وسیله‌ای برای ایجاد اغتشاش و هرج و مرج سیاسی استفاده می‌کردند. قلعه الموت در قزوين مرکز قدرت رهبران اسماعیلیه بود و کیاهای الموت خداوندان الموت خوانده می‌شدند. پس از مرگ حسن صباح اسماعیلیه با تسخیر، خرید یا بنای قلعه‌های متعدد دیگر، قدرت خود را افزایش دادند. قتل‌های سیاسی و ترورهای زیادی به دست اسماعیلیان انجام می‌شد، قتل خواجه نظام‌الملک وزیر مقتدر سلجوقی، قتل دو خلیفهٔ عباسی مسترشد (۵۲۹ ه‍.ق) و پسرش راشد (۵۳۲ ه‍.ق) و نیز قتل معین‌الدین وزیر سلجوقی در سال ۵۲۱ ه‍.ق از جملهٔ این ترورها بود. سلجوقیان بارها سعی در محاصرهٔ الموت یا قلع و قمع اسماعیلیه کردند و تقریباً هرگز توفیقی نصیب آن‌ها نشد. در زمان حمله چنگیز، جلال‌الدین حسن خداوند الموت بود او کوشید تا نسبت به چنگیزخان که در دنبال محمد خوارزمشاه به خراسان می‌آمد، اظهار متابعت نماید تا الموت را از تعرض مغول حفظ کند. ظاهراً در انجام خواست خود موفق شده بود و قلعه را در این هنگام از هجوم قوم مغول ایمن نگه داشته بود. در مقابل، سیاست جانشین وی علاءالدین محمد مبارزه با مغولان بود. وی در شرایط مشکوکی به قتل رسید و جانشین جوانش رکن‌الدین خورشاه از مقابله با مغولان دوری می‌جست.
در سال ۶۵۴ ه‍.ق هلاکو پس از رسیدن به ایران تسخیر قلعه‌های اسماعیلیه را اولین هدف خود می‌شناخت. قلعه‌های توس و تون پس از محاصره‌هایی سخت تصرف شدند. فتح برخی قلعه‌ها از جمله گردکوه بسیار دشوارتر بود (سربازان قلعه مذکور پس از ۱۳ سال و در دوران ایلخانیان تسلیم شدند). در این هنگام رکن‌الدین خورشاه در میمون‌دژ بود و سپاه هلاکو از سه جهت مختلف به سمت رودبار الموت تاختند. در این مدت رکن‌الدین خورشاه درگیر مذاکرات متعددی با هلاکو بود اما درنهایت با هلاکو به توافق رسید که در تسخیر قلعه‌های باقی مانده به هلاکو کمک کند.. بدین ترتیب فرمانده قلعه الموت پس از چند روز تردید، قلعه را تسلیم مغول‌ها کرد. اما از آنجایی که رکن‌الدین خورشاه در متقاعد کردن سایر قلعه‌ها مثل گردکوه و لمبسر و قلعه‌های سوریه جهت تسلیم شدن ناتوان بود، به دستور منگوقاآن وی و خانواده‌اش را نیز به قتل رساندند.